# 165 років Астрономічній обсерваторії Київського національного університету (монета)
«165 ро́ків Астрономі́чній обсервато́рії Ки́ївського націона́льного університе́ту» — ювілейна монета номіналом 5 гривень, випущена Національним банком України. Присвячена одному з найстаріших активно діючих наукових, освітніх, культурних та просвітницьких закладів України. Тут вперше були точно визначені географічні координати Києва, а з 1845 до 1884 роки, до прийняття за нульовий Гринвіцького меридіана, проходив Київський меридіан.
Монету введено до обігу 28 січня 2010 року. Вона належить до серії «Інші монети».

## Опис та характеристики монети
| Номінал грн. | Метал      | Маса, грам | Діаметр, мм. | Якість виготовлення       | Гурт     | Тираж, штук |
| ------------ | ---------- | ---------- | ------------ | ------------------------- | -------- | ----------- |
| 5            | нейзильбер | 16,54      | 35           | спеціальний анциркулейтед | рифлений | 45 000      |

### Аверс
На аверсі монети розміщено: угорі малий Державний Герб України, напис півколом — «НАЦІОНАЛЬНИЙ БАНК УКРАЇНИ», зображено будівлю обсерваторії, побудованої за проектом Вікентія Беретті, з павільйоном через який проходить Київський меридіан, під якою написи: «АСТРОНОМІЧНА ОБСЕРВАТОРІЯ»/«КИЇВСЬКОГО НАЦІОНАЛЬНОГО»/«УНІВЕРСИТЕТУ»/«ІМЕНІ ТАРАСА ШЕВЧЕНКА», «5 ГРИВЕНЬ»/«2010» та логотип Монетного двору Національного банку України (праворуч).

### Реверс

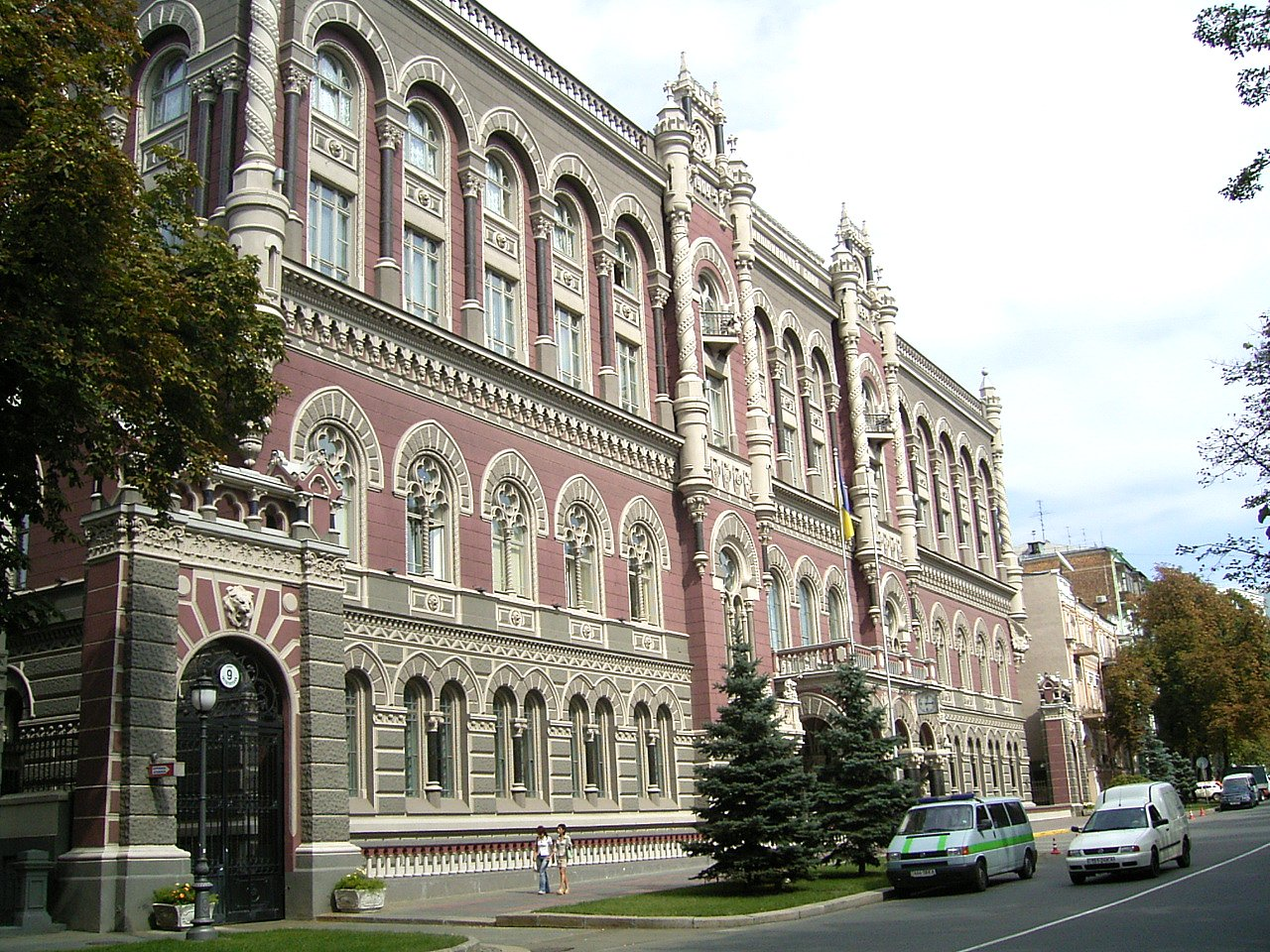
Будівля Національного банку України

На реверсі монети зображено унікальний зразок астрономічної техніки — меридіанний круг, установлений у 1872 році, стилізоване зоряне небо та ліворуч півколом розміщено напис «КИЇВСЬКИЙ МЕРИДІАН» • «1845» •

## Автори
- Художники: Володимир Таран, Олександр Харук, Сергій Харук.
- Скульптори — Анатолій Дем'яненко, Володимир Атаманчук.

## Вартість монети
Ціна монети — 20 гривень, була вказана на сайті Національного банку України 2011 року.
Фактична приблизна вартість монети, з роками змінювалася так:
| Рік        | 2010 | 2011 | 2012 | 2013 | 2014 | 2015 | 2016 | 2017 | 2018 | 2019 | 2020 | 2021 | 2022 | 2023 | 2024 | 2025 |
| ---------- | ---- | ---- | ---- | ---- | ---- | ---- | ---- | ---- | ---- | ---- | ---- | ---- | ---- | ---- | ---- | ---- |
| Ціна, грн. | 25   | 25   | 25   | 25   | 30   | 35   | 40   | 50   | 55   | 60   | 60   | 75   | 80   | 120  | 140  | 150  |